# No Hooks
No Hooks è il primo EP del rapper italiano Ernia, pubblicato il 21 settembre 2016 dalla Thaurus.

## Descrizione
La pubblicazione del disco segna il ritorno sulle scene musicali del rapper milanese, anticipata dai precedente singolo Fenomeno, in collaborazione con il genovese Izi.
Come specificato dal titolo, le quattro tracce dell'EP sono senza ritornelli. Tra di essi vi è Lewandowski IV, quarto capitolo della serie Lewandowski iniziata dall'artista con il mixtape N.G.R.B..

## Tracce
Testi di Matteo Professione.
1. Lewandowski IV – 1:52 (musica: Tradez)
2. Instagram – 2:14 (musica: Eshla)
3. Santa Maria – 2:40 (musica: Revil K)
4. Neve – 3:12 (musica: Noise)

## Formazione
- Ernia – voce
- Tradez – produzione
- Eshla – produzione
- Revil K – produzione
- Noise – produzione
- DecibeatStudio – missaggio, mastering